# Helsonia
Helsonia és un gènere d'aranyes araneomorfes de la família dels dèsids (Desidae). Fou descrita per primera vegada l'any 1970 per Forster. Segons el World Spider Catalog de 2017, conté només una espècie: Helsonia plata. És una aranya endèmica de Nova Zelanda.